# Nienna
Nienna, que significa ‘la plañidera’, es un personaje ficticio perteneciente al legendarium del escritor británico J. R. R. Tolkien. Es la valië de la pena y la compasión y su ocupación es el luto. Es, además, una de los aratar. Vive cerca de las estancias de Mandos, en la orilla occidental de Aman. Nienna es hermana de Lórien y Mandos.
Cuando adquiere forma física, es una mujer envuelta en capa de luto, pero no como la desesperación, aunque la pena sea su dominio; las lágrimas le caen sin cesar y su casa mira a las Murallas de la Noche y al mar. Es más bien la tristeza y el sufrimiento que traen la sabiduría y la resistencia más allá de toda esperanza; del agua de sus lágrimas nacen muchas cosas totalmente inesperadas, que en numerosas ocasiones son las que sostienen la vida misma.